# Burkina Fasos fodboldlandshold
Burkina Fasos fodboldlandshold repræsenterer Burkina Faso i fodboldturneringer og kontrolleres af Burkina Fasos fodboldforbund.